# チャップリン子爵
チャップリン子爵（英: Viscount Chaplin）は、かつて存在したイギリスの子爵位。連合王国貴族爵位。保守党の政治家ヘンリー・チャップリンが1916年に叙されたが、孫のアンソニー・チャップリン が1981年に男子なく死去したことで廃絶した。

## 歴史
チャップリン家は17世紀以来リンカンシャーを本拠地とした一族で、代々トーリー気質の家柄であった。その末裔ヘンリー・チャップリン(1840–1923)は農業分野に関心を持って活動した保守党の政治家で、農業委員会委員長や地方自治委員会委員長を務めている。1916年に脳卒中で倒れた際に、周囲から叙爵と引き換えに引退を勧められた。チャップリンはこれを受け入れて、1916年6月20日に連合王国貴族の「リンカン州ブランクニー、セント・オズワルズのチャップリン子爵(Viscount Chaplin, of St Oswald's, Blankney, in the County of Lincoln)」に叙せられた。その彼が没したのちは、息子エリック、孫アンソニーの順で爵位継承された。
3代子爵アンソニーは1952年からその死までロンドン動物学会書記を務めている。彼が1981年に男子なく死去すると、子爵位は後継者を欠いて廃絶した。

かつて紋章に刻まれたモットーは『天上における休息(In Coelo Quies)』。
一族の邸宅にはブランクニー・ホール(Blankney Hall)があったが、初代子爵の浪費のために売却を余儀なくされている。

## チャップリン子爵（1916年）
- 初代チャップリン子爵ヘンリー・チャップリン (1840–1923)
- 第2代チャップリン子爵エリック・チャップリン (1877–1949)
- 第3代チャップリン子爵アンソニー・フレスキン・チャールズ・ハンビー・チャップリン（英語版） (1906–1981)（1981年にチャップリン子爵廃絶）